# Sebastián Fernández
Sebastián ("Seba") Bruno Fernández (Montevideo, 23 mei 1985) is een Uruguayaanse profvoetballer die sinds 2010 onder contract staat bij de Spaanse voetbalclub Málaga CF.

## Clubcarrière
Fernández begon zijn profcarrière in zijn vaderland Uruguay, bij Miramar Misiones. In 2010 maakte hij de overstap naar Europa, waar hij werd gecontracteerd door Málaga CF.Op 19 augustus 2013 tekende hij een eenjarig contract bij Rayo Vallecano

## Interlandcarrière
Fernández maakte zijn debuut voor het Uruguayaans voetbalelftal op 24 mei 2006 in de vriendschappelijke thuiswedstrijd tegen Roemenië (2-0). Hij viel in dat duel na 86 minuten in voor Fabián Estoyanoff. Ook Álvaro González (Defensor Sporting Club) en Jorge Fucile (Liverpool Montevideo) maakten in die wedstrijd voor het eerst hun opwachting voor hun vaderland. Fernández eindigde met Uruguay op de vierde plaats bij het WK voetbal 2010 in Zuid-Afrika, waar de ploeg in de troostfinale met 3-2 verloor van Duitsland.
| Interlanddoelpunten | Interlanddoelpunten | Interlanddoelpunten | Interlanddoelpunten | Interlanddoelpunten | Interlanddoelpunten | Interlanddoelpunten | Interlanddoelpunten |
| #                   | Datum               | Locatie             | Wedstrijd           | Goal(s)             | Score               | Uitslag             | Wedstrijd           |
| ------------------- | ------------------- | ------------------- | ------------------- | ------------------- | ------------------- | ------------------- | ------------------- |
| 1                   | 12/10/2010          | Wuhan               | China – Uruguay     | 84'                 | 0 – 4               | 0 – 4               | Oefeninterland      |
| 2                   | 15/11/2011          | Rome                | Italië – Uruguay    | 3'                  | 0 – 1               | 0 – 1               | Oefeninterland      |

## Erelijst

### Uruguay
- WK voetbal 2010

vierde plaats